# The Feynman Lectures on Physics (sách)
The Feynman Lectures on Physics (tiếng Việt: Các bài giảng về vật lý của Feynman) là cuốn sách về vật lý học xuất bản đầu tiên năm 1964 của các tác giả Richard P. Feynman, Robert B. Leighton và Matthew Sands, dựa trên các bài giảng của Feynman dành cho các sinh viên tại Học viện Công nghệ California (Caltech) trong các năm học 1961–1963. Nội dung các bài giảng của Feynman bao gồm toán học, điện từ học, vật lý Newton, cơ học lượng tử, và mối liên hệ của vật lý với các ngành khoa học khác. Sáu chương trong bộ sách này đã được tách ra thành một cuốn sách riêng với nhan đề Six Easy Pieces: Essentials of Physics Explained by Its Most Brilliant Teacher, và thêm sáu chương khác được biên tập trong cuốn sách Six Not So Easy Pieces: Einstein's Relativity, Symmetry and Space-Time.
Tập 1 của bộ sách bàn về cơ học, bức xạ, và nhiệt năng. Tập 2 với nội dung chủ yếu về điện từ học và vật chất. Tập cuối dành toàn bộ cho cơ học lượng tử, với cách trình bày của Feynman về những thí nghiệm cơ bản và quan trọng nhất của cơ học lượng tử, như thí nghiệm hai khe.
Tác giả Matthew Sands đã kể lại lịch sử hình thành cuốn sách trong bài viết tưởng niệm Feynman, "Capturing the Wisdom of Feynman", đăng trên tạp chí Physics Today, tháng 4 năm 2005, tr. 49.